# Wallace Lupino
Wallace Lupino (23 de enero de 1898 – 11 de octubre de 1961) fue un actor británico.

## Resumen biográfico
Nacido en Edimburgo, Escocia, formaba parte de la familia de actores Lupino, cuyo miembro más destacado fue la actriz y directora cinematográfica Ida Lupino. 
Entre 1918 y 1940 intervino en 63 filmes.
Falleció en Ashford, Inglaterra. 

## Filmografía seleccionada
- The Man Who Could Work Miracles (1936)
- His Private Life (1926)
- The Fighting Dude (1925)